# یه جیائو
یه جیائو (انگلیسی: Ye Jiao؛ زادهٔ ۲۱ اکتبر ۱۹۹۴) بازیکن هاکی روی چمن اهل چین است.